# Jacob Kettler
Jacob Kettler (Duits: Jakob von Kettler; Lets: Jēkabs Ketlers) (Goldingen, 28 oktober 1610 – Mitau, 1 januari 1682) was vanaf 1642 hertog van Koerland en Semgallen. Hij stond bekend om zijn goede economische beleid en bracht zijn land, dat in het huidige Letland ligt, tot bloei, zodat hij tot op de dag van vandaag populair is.
Jacob werd geboren in Goldingen als enige zoon van hertog Willem en Sophie van Pruisen. Zijn peetoom was koning Jacobus I van Engeland. Sophie stierf vroeg en Jacob werd vanaf 1612 in Koningsbergen opgevoed door de weduwe keurvorstin Maria. De jonge prins ging op zijn dertiende al naar de universiteit van Leipzig en kreeg de erefunctie van rector, een voor kinderen uit vorstengeslachten niet ongewone gang van zaken. Hij kreeg al snel de reputatie goed opgeleid en zijn leeftijds- en standsgenoten duidelijk voor te zijn.
De jaren 1634-1637 bracht hij door in het buitenland, met name in Amsterdam, Parijs, Warschau en waarschijnlijk ook Engeland. Terug in zijn vaderland nam hij in 1638 een deel van de regeringstaken over van zijn oom hertog Frederik. Na diens dood in 1642 nam hij de regering van het land helemaal op zich.
Tot Jacobs economische vernieuwingen behoorden onder andere de oprichting van smederijen, glasfabrieken, salpeter- en zeepziederijen en papier- en lakenfabrieken. Ook stichtte hij het eerste ziekenhuis en gekkenhuis van zijn land. Hij haalde Nederlandse vakmensen naar Koerland om de eerste scheepswerf te bouwen en tijdens zijn bewind werd het land een redelijk belangrijke zeemacht. Koerland bezat een vloot met 61 oorlogsschepen met 1416 kanonnen. Dit was ongeveer 50% van de kracht die de Armada in 1588 had en 37% van Oliver Cromwells Britse marine uit 1650. Tijdens de Engelse Burgeroorlog (1642-1648) kwam Jacob koning Karel I te hulp met zes schepen, munitie en voedsel.

## De kolonisatie van Tobago
Jacobs belangrijkste ambitie was van zijn land een koloniale macht te maken. In het midden van de 17e eeuw voegde hij zich bij de grotere Europese landen in de strijd om overzeese kolonies en zond in navolging van de Spanjaarden, Engelsen, Nederlanders en Fransen schepen uit naar West-Afrika en het Caribisch Gebied. De aanwezigheid van de Koeren blijkt duidelijk uit documenten vanaf 1645. Niet lang hierna verschenen er ook de eerste Denen, Brandenburgers en Zweden.
Jacob had inmiddels zijn oog laten vallen op het eiland Tobago van de Kleine Antillen en Karel I van Engeland stond hem toe het te koloniseren. In 1638 deed hij een expeditie naar Tobago uitgaan en stichtte er een nederzetting. De Koerse kolonisten leefden in vrede met de plaatselijke Indiaanse bewoners, maar werden door een ziekte uitgeroeid. In 1642 deed Jacob met Nederlandse hulp nog een poging maar werd in 1650 weer verdreven door de Indianen. In 1654 probeerde de hertog het weer en op 20 mei voer een dubbeldeks schip met 45 kanonnen uit. Das Wappen der Herzogin von Kurland was speciaal gebouwd om tropische producten naar Koerland te transporteren. In het schip bevonden zich 25 officieren, 124 soldaten en 80 kolonistenfamilies om het eiland te bezetten.
Toen het schip bij Tobago aankwam verklaarde kapitein Willem Mollens - een Nederlander - officieel dat het eiland Koers eigendom was en noemde het Nieuw-Koerland. Naar Nederlands voorbeeld werden alle belangrijke geografische zaken naar de heerser genoemd. Aan de zuidwestoever werd Fort Jacob (Jekabforts, tegenwoordig Fort James) gebouwd met daaromheen Jacobstad (Jekaba pilseta). Ook de namen (tegenwoordig in hun Engelse vorm) Great Courland Bay, Little Courland Bay, James Bay en Courland Estate zijn in die tijd ontstaan (James = Jacob).
Datzelfde jaar vestigden de Nederlanders Adriaen en Cornelis Lampsins onder commandeur Peter Becquard een kolonie op Tobago, dat zij Nieuw Walcheren noemden. Dit leidde tot een conflict tussen de Nederlanders en Koeren, maar de Staten-Generaal steunden hun landgenoten niet en het eiland kwam nu onder Koers bewind.In 1655 viel Zweden echter Koerland binnen en Jacob werd gevangengenomen. De Nederlanders omsingelde de Koeren op Tobago en die gaven zich over. Vijf jaar later werd Jacob vrijgelaten en in 1662 gaf Karel II van Engeland hem weer het recht op kolonisatie van het eiland, maar de eerste – vergeefse – nieuwe poging hiertoe vond pas plaats in 1678. In 1679 werd Tobago door het verdrag van Nijmegen teruggegeven aan Nederland. In 1680 deed Jacob echter weer een poging tot kolonisatie met behulp van een aantal Engelse handelaars.
Jacob stierf in 1682. Zijn opvolgers, Frederik Willem (regeerde van 1698 tot 1711) en Ferdinand (2 november 1655 – Danzig, 4 mei 1737) regeerde van 1730 tot 1737, probeerden nog een aantal keer Tobago op te eisen, maar tevergeefs. Zijn zoon Frederik Casimir Kettler was van 1682 tot 1698 zijn opvolger in Koerland.

## Huwelijk en kinderen
Jacob trouwde op 9 oktober 1645 met Louise Charlotte van Brandenburg (1617-1676). Zij was een dochter van George Willem van Brandenburg. Uit zijn huwelijk zijn de volgende kinderen geboren:
- Louise-Elisabeth Kettler (Mitau, 12 augustus 1646 - Weferlingen, 16 december 1690). Zij trouwde in 1670 met Frederik II van Hessen-Homburg (Homburg, 30 maart 1633 - aldaar, 24 januari 1708). Hij was een zoon van landgraaf Frederik I van Hessen-Homburg en Margaretha van Leiningen-Westerburg.
- Christina Kettler (1647-1650)
- Ladislas Friedrich (1649-1652)
- Frederik Casimir Kettler (1650-1698) hertog van Koerland van 1682 tot 1698
- Charlotta Kettler (17 september 1651 - 1 december 1728) abdes in Herford
- Marie Amalia Anna Kettler van Koerland (12 juni 1653 - 16 juni 1711). Zij trouwde in 1673 met Karel van Hessen-Kassel (1654-1730).
- Karel Jakob Kettler (20 oktober 1654 - 29 december 1677), ongehuwd zonder nageslacht overleden.
- Ferdinand Kettler (1655 - 4 mei 1737) hertog van Koerland van 1730 tot 1737. Hij trouwde op 5 januari 1730 met Johanna Magdalena van Saksen-Weißenfels (Weissenfels, 17 maart 1708 - Leipzig, 25 januari 1760). Zij was een dochter van Johan George van Saksen-Weißenfels en Frederica Elisabeth van Saksen-Eisenach (1669-1730)
- Alexander Kettler (16 oktober 1659 - 26 juni 1686), ongehuwd zonder nageslacht overleden.

Godhard Kettler · Frederik I Kettler en Willem Kettler · Frederik I Kettler · Jacob Kettler · Frederik II Casimir Kettler · Frederik III Willem Kettler · Anna Ivanovna van Rusland · Maurits van Saksen (rivaal) · Ferdinand Ketler · Ernst Johann Biron · Lodewijk Ernst van Brunswijk-Lüneburg-Bevern · Karel van Saksen · Ernst Johann Biron · Peter Biron